# Gare d'Ingersheim
La gare d'Ingersheim ou d'Ingersheim-Cité-Scolaire est une gare ferroviaire française de la ligne de Colmar-Central à Metzeral, située sur le territoire de la commune de Turckheim dans le département du Haut-Rhin en région Grand Est.

## Fréquentation
De 2015 à 2024, selon les estimations de la SNCF, la fréquentation annuelle de la gare s'élève aux nombres indiqués dans le tableau ci-dessous.
| Année     | 2015   | 2016   | 2017   | 2018   | 2019   | 2020   | 2021   | 2022  | 2023  | 2024   |
| --------- | ------ | ------ | ------ | ------ | ------ | ------ | ------ | ----- | ----- | ------ |
| Voyageurs | 31 209 | 29 867 | 26 196 | 20 227 | 19 495 | 18 930 | 11 943 | 7 020 | 9 424 | 21 650 |

## Service des voyageurs

### Desserte
Elle est desservie par les trains TER Grand Est (ligne de Colmar à Metzeral).